# Uryū Shigeko
Dans ce nom japonais, le nom de famille, Uryū, précède le nom personnel Shigeko.
La baronne Uryū Shigeko, née le 18 avril 1862 à Edo (Japon) et morte le 3 novembre 1928 à Tokyo (Japon), est une enseignante japonaise. Elle est l'une des deux premières femmes japonaises à fréquenter un établissement universitaire et l'une des premières femmes professeurs de piano au Japon.

## Biographie

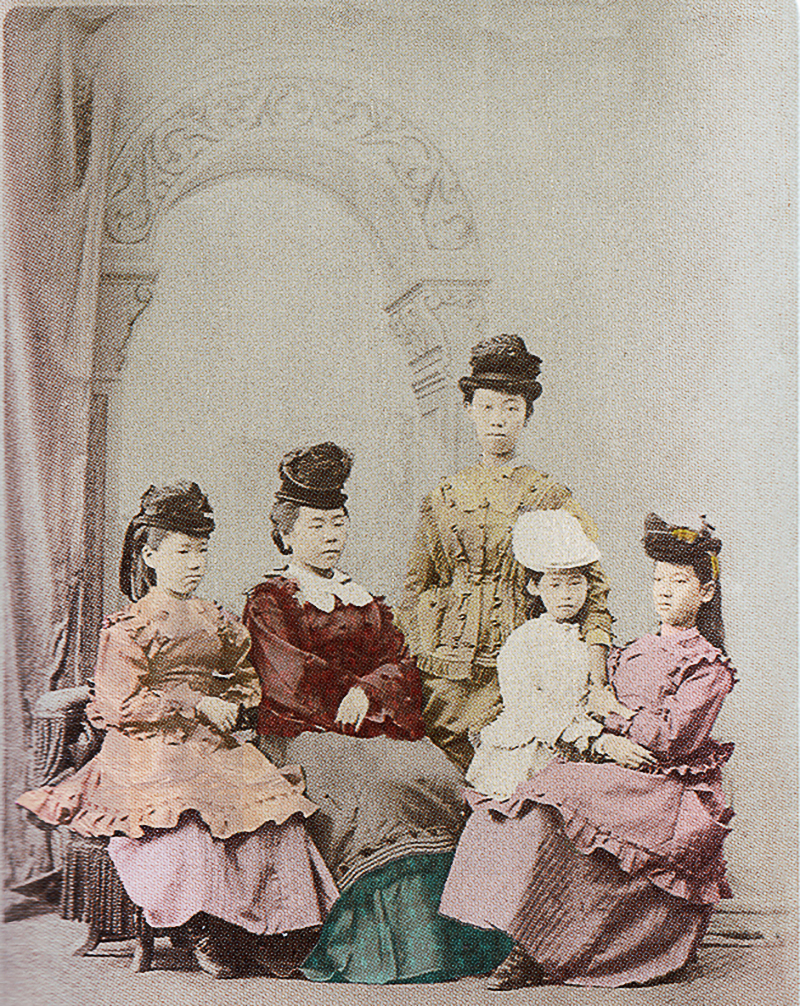
Les premières étudiantes japonaises à l'étranger. De gauche à droite : Nagai Shigeko, Ueda Teiko,, Tsuda Umeko et Ōyama Sutematsu.

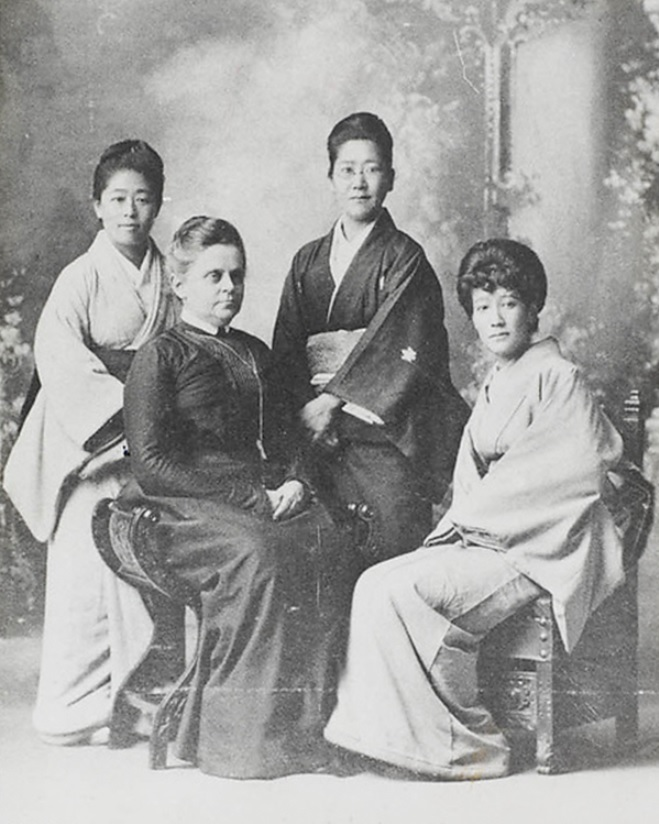
De gauche à droite : Tsuda Umeko, Alice Bacon, la baronne Uryū Shigeko et la princesse Ōyama Sutematsu.

Masuda Shige (益田 しげ) naît en 1862. Elle est l'une des quatre filles de Masuda Takayoshi, un Sado bugyō. Elle est la sœur cadette de l'entrepreneur Masuda Takashi,. À l'âge de six ans, elle est confrontée à la bataille d'Ueno, épisode de la guerre de Boshin, au cours de laquelle son père et son frère soutiennent le camp perdant du shogunat Tokugawa. Pour protéger sa sœur des représailles impériales après la guerre, son frère demande à son ami Nagai Gen'ei, un médecin qui partait loin de Tokyo avec d'autres membres exilés de la suite du shogun, de l'emmener avec lui. Elle est adoptée par Nagai Gen'ei, ou son fils Kyūtarō, et prend le nom de Nagai Shige. Elle étudie à l'école de son nouveau village pendant trois ans, y apprenant à lire et à écrire.
En novembre 1871, à l'âge de 10 ans, Nagai Shige fait partie des cinq jeunes filles japonaises envoyées aux États-Unis dans le cadre de la mission Iwakura et est amenée à s'installer dans la famille de John Stevens Cabot Abbott. Elle est diplômée du lycée de New Haven. Le 19 septembre 1878, elle entre à l'école d'art du Vassar College sous le nom de Shige Nagai. Elle et Ōyama Sutematsu, qui s'inscrit également à Vassar cette année-là, sont les deux premières femmes japonaises à y étudier. Shige étudie la musique à Vassar pendant trois ans,. Elle est diplômée le 22 juin 1881.
Après son retour au Japon en 1881, Nagai Shigeko épouse le militaire Uryū Sotokichi lors d'une cérémonie chrétienne, le 1er décembre 1882.
Uryū Shigeko est l'une des premières professeures de piano du Japon. Elle enseigne la musique occidentale à l'École de musique de Tokyo dès son ouverture en 1882. Elle est également professeure à l'École normale pour femmes de Tokyo,.
Son mari est fait baron pour son service dans la marine japonaise ; Masuda Shige devient alors baronne. Elle effectue une visite aux États-Unis en 1909, assistant à une cérémonie de remise des diplômes de Vassar et intervenant sur le sujet de l'éducation des femmes au Japon.
Elle meurt en 1928.